# Hertonäs kyrka
Hertonäs kyrka (finska: Herttoniemen kirkko) är en kyrka i Helsingfors. Den planerades av Osmo Lappo, och blev klar år 1958. På altarväggen finns ett krucifix i trä av Gunnar Uotila. Kyrkotextilerna har designats av Dora Jung och altarsilvret formats av Bertel Gardberg. Kyrkans orgel, med 25 register, är byggd 1962 av Veikko Virtanen Ab. Kyrkan grundrenoverades 2001–2002. Den används av Herttoniemen seurakunta.